# خالووپکی
خالووپکی (به چکی: Chaloupky) یک منطقهٔ مسکونی در جمهوری چک است که در ناحیه بروون واقع شده‌است. خالووپکی ۱٫۷۹ کیلومتر مربع مساحت و ۴۷۴ نفر جمعیت دارد و ۴۷۵ متر بالاتر از سطح دریا واقع شده‌است.